# 鲍勃·阿恩岑
罗伯特·路易斯·阿恩岑（英語：Robert Louis Arnzen，1947年11月3日—），美国NBA联盟职业篮球运动员。他在1969年的NBA选秀中第8轮总第103顺位被底特律活塞选中。